# Andrés Hispano
Andrés Hispano Vilaseca (Barcelona, 1964) es un realizador audiovisual, comisario artístico, docente y escritor español.

## Biografía
Licenciado en Bellas Artes por la Universidad de Barcelona, escribe regularmente en el suplemento de cultura de La Vanguardia (miembro del comité asesor desde 2002 hasta 2014). Realizador, junto a Félix Pérez-Hita, de Soy Cámara (TVE-CCCB). Ha comisariado las exposiciones La ciudad de los cineastas (junto a Jordi Balló, CCCB, 2001), El rey de la casa (junto a Marc Roig, Palacio de la Virreina, 2007), That’s not Entertainment! (junto a Antoni Pinent, CCCB, 2007) y Pantalla global (junto a Gilles Lipovetsky y Jean Seroy, CCCB, 2011). Dirigió las noches temáticas de BTV (1997-2000), el programa Boing Boing Buddha (creado junto a Manuel Huerga, BTV, 2000-2003) y Baixa Fidelitat (junto a Félix Pérez-Hita, XTVL, 2005). Entre otros audiovisuales para museos y centros de arte, ha dirigido Somiant la nostra ruïna (La Pedrera, 2005), La Trobada (Palau Moja, 2007), Autoscan (CCCB, 2008) y Wish you were here (DHUB, 2009). Escribió David Lynch, claroscuro americano (Glénat, 1997) y comisarió, junto a Antoni Pinent, el pack DVD Del éxtasis al arrebato (Cameo, 2009). Es profesor invitado de cine y cultura audiovisual en distintas universidades, como la Universidad Pompeu Fabra, ELISAVA, LCI Barcelona y la Universidad Ramon Llull.